# Rhinocypha selysi
Rhinocypha selysi – gatunek ważki z rodziny Chlorocyphidae.